# 罗里熊
罗里熊（1945年—），汉族，中华人民共和国政治人物、第十一届全国政协委员。
加入中国国民党革命委员会，担任广西大学物理科学与工程技术学院教授。2008年，当选第十一届全国政协委员，代表中国国民党革命委员会，分入第三组。